# Seidenbienen

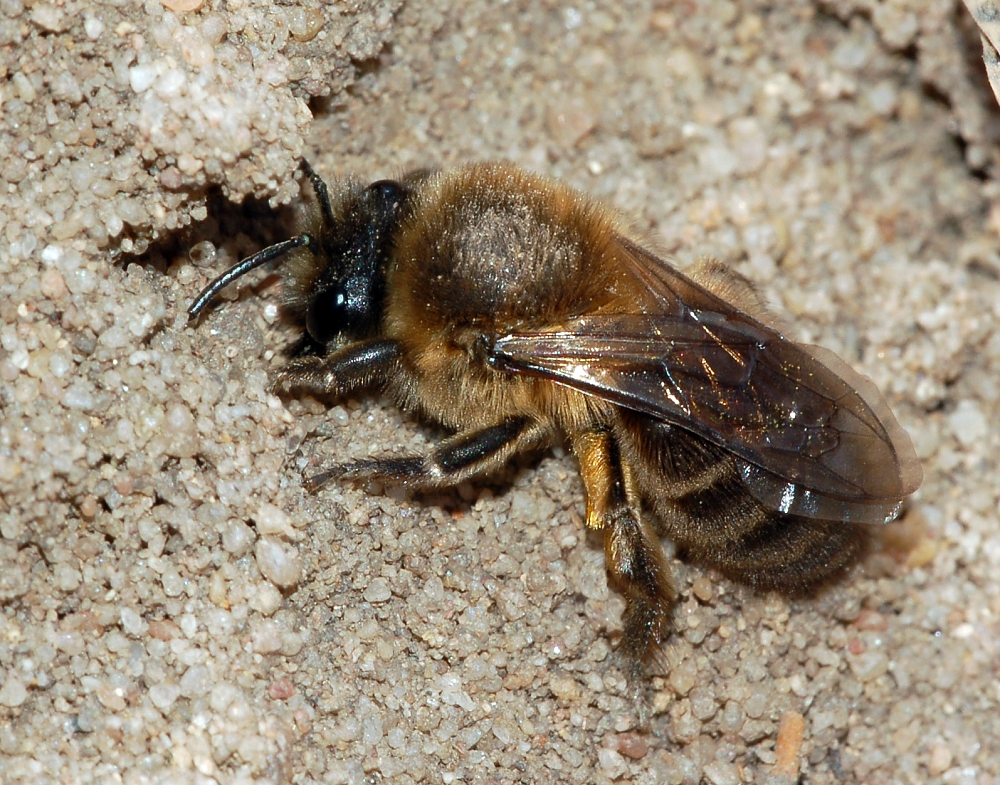
Frühlings-Seidenbiene (Colletes cunicularius)

Die Seidenbienen (Colletes) sind eine Gattung aus der Familie der Colletidae innerhalb der Bienen. Von ihnen kommen 58 Arten in Europa vor, in Mitteleuropa sind es 21. Die Gattung ist weltweit verbreitet, sie fehlt aber in Australien.

## Merkmale
Die Bienen erreichen eine Körperlänge von 7 bis 16 Millimetern. Gleich wie die Maskenbienen (Hylaeus) besitzen die Seidenbienen eine kurze zweilappige Zunge. Man kann sie von anderen Bienengattungen durch die Zahl und Größe der Cubitalzellen und das spitz zulaufende Hinterleibsende der Weibchen unterscheiden. Der Hinterleib ist schwarz und besitzt meist breite, helle Haarbinden am hinteren Rand der Tergite. Lediglich der Frühlings-Seidenbiene (Colletes cunicularius) fehlen diese Binden. Pollen wird an Haarbürsten an den Tibien der Hinterbeine, den Körbchen auf der Unterseite der Femora der Hinterbeine und an den Seiten des Propodeums gesammelt.

## Lebensweise
Die Bienen fliegen ab Ende Juni bis in den Spätherbst, wobei der Höhepunkt im Juli und August liegt. Lediglich die Frühlings-Seidenbiene fliegt deutlich früher. Die Drohnen schlüpfen früher als die Weibchen und fliegen in großer Zahl auf der Suche nach Weibchen am Boden umher.
Die Weibchen legen ihre Nester jeweils solitär, aber häufig in großen Gruppen an. Bevorzugt wird flaches oder leicht schräges Terrain mit maximal schwachem Bewuchs. Die Gemeine Seidenbiene (Colletes daviesanus) legt ihre Nester an Steilwänden und auch Mauern an. Das Nest wird immer selbst gegraben, wobei einige Arten lockeren Sand, andere harten Sandboden und auch Sandstein und Mörtelfugen bevorzugen. Große Kolonien können so sogar Schäden an Häusern verursachen. Je nach Art wird entweder ein tiefer Hauptgang gegraben, von dem Seitengänge zu den Brutzellen abzweigen, oder Brutzellen werden nacheinander in teilweise gegabelten Nestgängen angelegt. Die Brutzellen selbst können waagerecht oder auch fast senkrecht angelegt werden. Sie werden mittels Sekreten aus zwei Drüsen am Hinterleibsende und am Labium seidig ausgekleidet, weswegen die Gattung ihren deutschen Namen trägt. Darüber hinaus wird aus Drüsen der Mandibeln ein Sekret an den Wänden verteilt, das die Brut vor Pilz- und Bakterienbefall schützt. In die Zellen wird Pollen vermischt mit Nektar eingetragen, anschließend werden sie mit einem vorbereiteten Deckel verschlossen und die Gänge verfüllt. Die Zellen können von den folgenden Generationen auch wieder benutzt werden.
Vermutlich sind alle Seidenbienen, außer Colletes impunctatus, auf den Pollen bestimmter Pflanzengattungen spezialisiert (Oligolektie). Seidenbienen werden von Kuckucksbienen aus der Gattung der Filzbienen (Epeolus) parasitiert, lediglich die Frühlings-Seidenbiene wird von der Blutbiene Sphecodes albilabris parasitiert.

## Arten (Mitteleuropa)
- Colletes albomaculatus (Lucas, 1849)
- Colletes caspicus Morawitz, 1874
- Colletes collaris Dours, 1872
- Frühlings-Seidenbiene (Colletes cunicularis) (Linnaeus, 1761)
- Gemeine Seidenbiene (Colletes daviesanus) Smith, 1846
- Colletes floralis Eversmann, 1852
- Colletes fodiens (Geoffroy, 1785)
- Colletes gallicus Radoszkowski, 1891
- Colletes graeffei Alfken, 1900
- Salz-Seidenbiene (Colletes halophilus) Verhoef, 1944
- Efeu-Seidenbiene (Colletes hederae) Schmidt & Westrich, 1993
- Colletes hylaeiformis Eversmann, 1852
- Colletes impunctatus Nylander, 1852
- Colletes marginatus Smith, 1846
- Colletes mlokossewiczi Radoszkowski, 1891
- Colletes nasutus Smith, 1853
- Colletes nigricans Gistel, 1857
- Colletes punctatus Mocsáry, 1877
- Colletes sierrensis Frey-Gessner, 1903
- Colletes similis Schenk, 1853
- Heidekraut-Seidenbiene (Colletes succinctus) Linnaeus, 1758